# Орочі
О́рочі (самоназва: орочисэл, раніше нани, рос. орочи) — малий народ на Далекому Сході в Росії.

## Етноніми
У питанні про самоназву немає визначеності. Ульчі й нанайці відвіку, а з 19 століття і росіяни, іменували корінне населення Приамур'я орочами. Цей етнонім до 1930-х років зазначався у офіційні паспорти.
Пізніше було виявлено (зараз втрачену) самоназву нані, що існувала у них, як і у нанайців та ульчів, але цей етнонім «принесли» з Амура одноплемінники, що тривалий час жили серед амурських аборигенів. Вважається, що він походить від мови нанайців на — «земля», ні — «людина» — тобто «місцеві жителі».

## Територія проживання і чисельність
Мешкають орочі традиційно в Хабаровському краю, переважно в пониззі Тумніна з притоками, і по річці Хунгарі, притоці Амура, по Амуру, біля озера Кізі та в навколишніх районах.
За даними перепису населення Російської Федерації 2002 року чисельність орочів склала 686 осіб.
Цікава ситуація склалася в Україні за результатами першого перепису населення після розпаду СРСР в 2001 році — було зафіксовано проживання 288 осіб, які самоідентифікували себе, як орочі (тобто бл. 1/3 всього народу), щоправда, лише 5 з них (тобто бл. 2 %) назвали ороцьку як рідну, ще 52 особи (бл. 1/5) рідною вважають українську, решта —  переважно російську (174 особи).
Таким чином, чисельність етносу становить 974 особи.

## Мова
Розмовляють мовою орочі тунгусо-маньчжурської групи алтайської сім'ї. У мові виділяються тумнінський, хадінський, хунгарійський діалекти.
У 1989 році рідною її називало 17,8 % представників народу, тоді як російську мову назвали рідною 82,2 %. Писемність створена на початку 2000-х років на основі кирилиці.

## Історія
Формування народу орочів відбувалося на схилах Сіхоте-Аліня, на території від затоки Де-Кастрі на півночі до річки Ботія на півдні. У цьому тривалому процесі брали участь елементи різного етнічного походження, як місцевого (нівхські, айнські та інші), так і евенкійського та іншого походження. В результаті склалися п'ять територіальних груп: амурська, хунгарійська, тумнінська, приморська (хадінська) і коппінська.

## Господарство
Основні традиційні заняття — полювання (кабарга, лось, ведмідь, хутрові звірі), зокрема морська, а також рибальство. Зброєю служили лук зі стрілами, спис, використовувалися пастки, петлі, самостріли. Вогнепальна зброя та капкани з'явилися у 19 столітті. Риболовлею вони займалися цілий рік, влітку — в маленьких довбанках і великих дощатих човнах по річках, а для здобичі нерпи і сивуча виходили в Татарську протоку і її бухти. Морського звіра били гарпунами, з рушниць, на крижинах і березі — палицями, рибу (кета, горбуша, таймень та інші) ловили мережами, неводом, влаштовували пастки, били остенем.

## Культура
Зберігся фольклор орочів.
Матеріальну і духовну культуру орочів вивчав Валентин Аврорін.

## Виноски
1. ↑  Словник української мови: в 11 томах. — Том 5, 1974. — Стор. 749. Архів оригіналу за 5 березня 2016. Процитовано 5 листопада 2015.
2. ↑  Національний склад населення Росії на сайті перепису населення РФ 2002 року. Архів оригіналу за 6 лютого 2009. Процитовано 17 лютого 2009. Національний склад населення Росії на сайті перепису населення РФ 2002 року (рос.)
3. ↑  Перепис населення в Україні 2001 року[недоступне посилання](укр.)[недоступне посилання з червня 2019]